# Kambodschanische Botschaft in Berlin

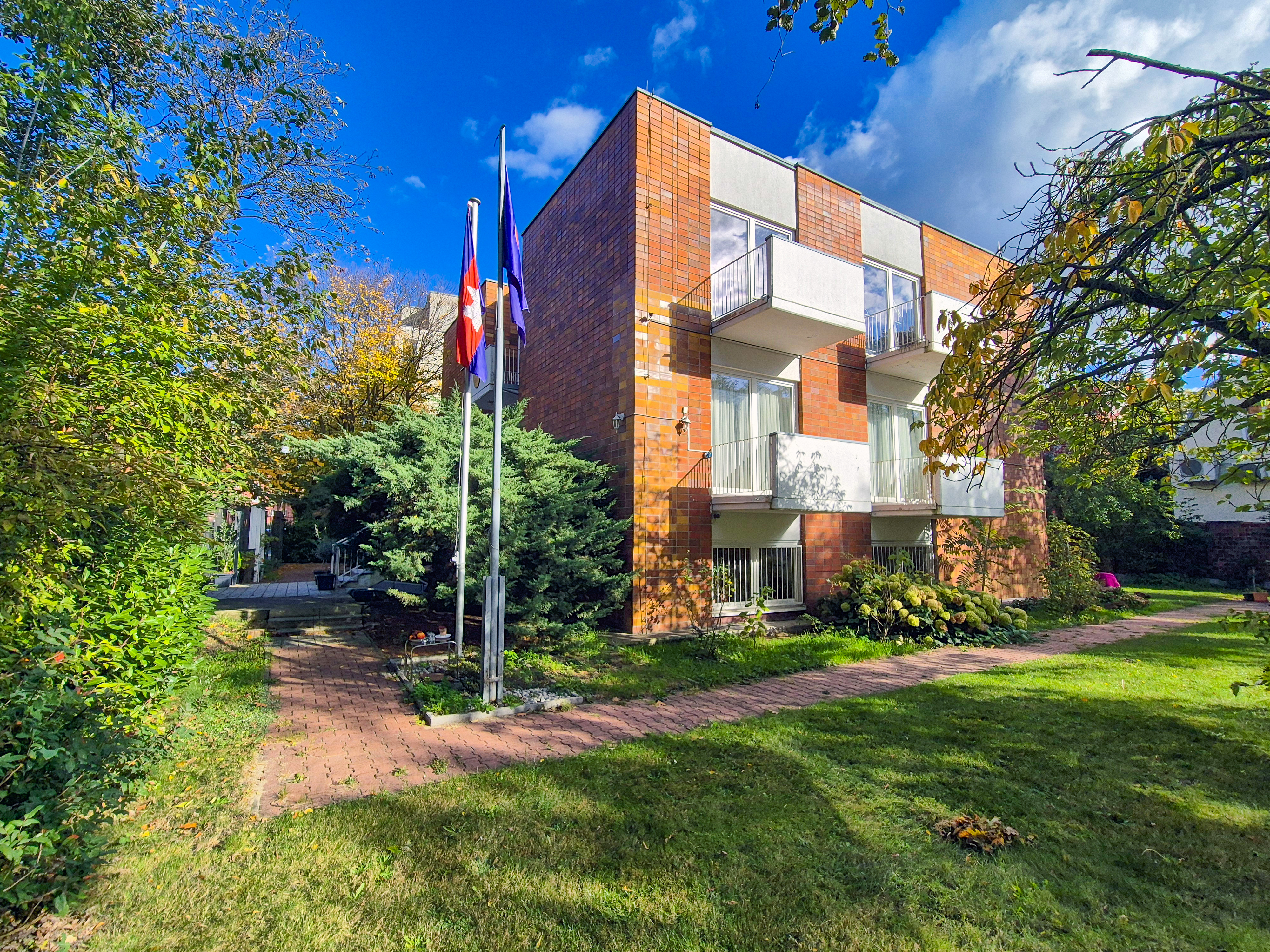
Botschaftsgebäude
in der Benjamin-Vogelsdorff-Straße 2 in Berlin-Pankow

Die kambodschanische Botschaft in Berlin ist die diplomatische Vertretung des Königreichs Kambodscha in der Bundesrepublik Deutschland. Das Botschaftsgebäude befindet sich in der Benjamin-Vogelsdorff-Straße 2 im Ortsteil Pankow des gleichnamigen Bezirks.
Botschafter ist seit dem 23. Oktober 2023 Thyra Chheang.

## Geschichte
Am 19. Februar 1964 nahmen Kambodscha und die Bundesrepublik Deutschland diplomatische Beziehungen auf. Es kam jedoch aus politischen Gründen zunächst zu keinen weiteren Verträgen. Am 15. November 1967 konnte die Bundesrepublik ihre Vertretung in eine Botschaft umwandeln. Kambodscha brach jedoch am 11. Juni 1969 die diplomatischen Beziehungen zur Bundesrepublik ab. Am 3. Oktober 1993 wurden sie wieder aufgenommen.
Die DDR richtete 1962 ein Generalkonsulat in Phnom Penh ein, das 1967 in eine Vertretung und 1969 in eine Botschaft umgewandelt wurde. Im Gegenzug zogen in Ost-Berlin diplomatische Vertreter aus Kambodscha ein. Der erste Botschafter in der DDR, Sisowath Methawi, überreichte am 12. Februar 1970 in Ost-Berlin sein Beglaubigungsschreiben. Kambodscha unterhielt seine Botschaft im damaligen Stadtbezirk Pankow in der Straße 22 Nr. 2 (seit 1994: Benjamin-Vogelsdorff-Straße).
Nach der deutschen Wiedervereinigung wurde am 3. Oktober 1993 ein neuer Botschaftsvertrag zwischen dem 1991 wieder gegründeten Königreich Kambodscha und der Bundesrepublik Deutschland abgeschlossen. Die Diplomaten bezogen ein 1968 errichtetes Gebäude nahe der früheren Bundeshauptstadt Bonn in der Gemeinde Wachtberg, Ortsteil Pech, Grüner Weg 8. Nach dem Umzug der deutschen Regierung nach Berlin folgte die Botschaft in die neue gesamtdeutsche Hauptstadt.

## Gebäude
Für den neuen Botschaftssitz in Berlin erwarb das Königreich das früher schon genutzte Grundstück im Ortsteil Pankow mit der kompletten Bebauung, ließ das Haus aber modernisieren, renovieren und die Fassade mit Klinkern verkleiden. Das Gebäude ist ein 1969 vom Architekten Eckart Schmidt entworfener zweigeschossiger Fertigteilbau, der vom Wohnungsbaukombinat Berlin für mehrere Botschaften kleiner Länder auf Ost-Berliner Grundstücken errichtet worden war.

## Aufgabenbereiche
Die kambodschanischen Diplomaten unterstützen ihre in Deutschland lebenden und arbeitenden Staatsbürger. Ausgestellt werden auf Antrag Legalisierungen von Urkunden und Beglaubigungen. Die Botschaft stellt Kontakte zu kulturellen, wissenschaftlichen, wirtschaftlichen und politischen Einrichtungen Deutschlands her, organisiert auch Ausstellungen über ihre Heimat. Sie erteilt Touristenvisa und hilft bei der Organisation von privaten oder Gruppenreisen. Die Botschaft nimmt auch Konsularangelegenheiten wahr.

## Botschafter (Auswahl)
- 2007–2014: Chem Widhya
- 2014–2016: Thai Chun
- 2017–2019: Sopharath Touch
- 2020–2023: Savny Phen
- seit 2023: Thyra Chheang